# Richard Morávek
Richard Morávek (* 1970, Zábřeh) je  olomoucký podnikatel, developer a investor.

## Život
Narodil se v Zábřehu, dětství prožil v Mohelnici. Vystudoval Gymnázium Jana Opletala v Litovli. Po maturitě se oženil a nastoupil na základní vojenskou službu. Již v roce 1992 se začal věnovat podnikání, nejprve ve velkoobchodu potravin, později v nemovitostech. Žije se svou ženou Helenou v olomoucké městské části Lošov, společně mají tři děti.

## Podnikání
Jako podnikatel začínal s prodejem ve velkoobchodu potravin. Pro své podnikatelské aktivity v oblasti realitního trhu založil s investorem Ivanem Geršim společnost ZENMEX, s.r.o., později následovaly další firmy – mezi hlavní patří Redstone Real Estate a SMC development. Je investorem a hlavním iniciátorem budování nové městské čtvrti, která od roku 2010 vzniká na březích Mlýnského potoka (pod firmou SMC development, s.r.o.). V první fázi byla otevřena v roce 2013 první část celého investičního záměru, nákupní centrum Galerie Šantovka. Součástí nové čtvrti má být její druhá část Galerie Šantovka 2 (rezidenční bydlení, veřejná prostranství) i Šantovka Tower, která však nebyla schválena vzhledem k její výšce zasahující do panoramatu historického centra. Proti záměru výstavby 75 metrů vysoké budovy na hranici ochranného pásma památkové rezervace se v roce 2018 postavili jak občané města, tak rada města i Ministerstvo kultury. Mezi další developerské aktivity patří například kancelářská a obchodní budova Envelopa Office Center nebo záměr postavit novou multifunkční halu Nová Velkomoravská na brownfieldu armádního komplexu, která by sloužila jako zázemí pro hokejový tým HC Olomouc. V roce 2017 koupil pro investiční záměry budovu olomoucké tržnice, okolní prostory si od města pronajímal prostřednictvím své firmy Tržnice Hopa. Vzhledem ke komplikované situaci však od investice upustil a rozpadající se nemovitost odprodal podnikateli Pavlu Širokému. V roce 2024 se ucházel také o koupi Hanáckých kasáren v centru Olomouce. V součtu disponuje podle měsíčníku Forbes aktivy v hodnotě 11 miliard korun.
Investiční záměry Richarda Morávka sahají také do Prahy, Ostravy a Pardubic, kde je v přípravě Galerie Pernerka.

## Kontroverze
V počátcích svého podnikání byl obchodním partnerem odsouzeného podnikatele Tomáše Pitra, který jej společně s Františkem Mrázkem najal na tzv. restrukturalizaci firmy Milo. Za nejasných okolností tak Morávek pomohl vytuneloval společnost Milo Holding (dříve podnik Milo Olomouc), na jehož pozemcích o několik let později začal plánovat investiční záměr nové městské čtvrti a galerie Šantovka. Matka Richarda Morávka Jarmila Morávková, která byla odsouzena do vězení za daňové úniky, dostala v roce 2008 amnestii od prezidenta Václava Klause. Morávková přitom byla odsouzena v letech 1997 a 1999 společně s Janem Kondlerem, se kterým byla ve vedená firmy Inter Fish Holding CZ, v níž byl Morávek v té době předsedou správní rady. Projekt Šantovka Morávkovi pomáhal rozběhnout další kontroverzní developer Luděk Sekyra, který byl společně s olomouckým politikem Ivanem Langerem vyslýchán ve vyšetřování policejního spisu Krakatice.
Podnikatelské projekty Richarda Morávka stojí mnohdy proti zájmu občanů města Olomouce. Příkladem je nevýhodná smlouva pro Statutární město Olomouc o budoucí spolupráci na vybudování Šantovky a Šantovka Tower. Spory o platnost této smlouvy, kterou podepsal v roce 2010 tehdejší primátor Martin Novotný (současný[kdy?] zaměstnanec Morávkovy firmy Redstone Real Estate), pokračovaly několik let a vedly k několika žalobám firmy na město Olomouc. Výstavba nákupní galerie Šantovka byla rovněž kritizována s ohledem na ekologické i ekonomické dopady – kvůli stavbě lávky do nákupního centra byly nelegálně vykáceny zdravé stromy. Kolem nákupního centra vede z rozhodnutí zastupitelů města tramvajová trať, která spojuje ostatní části města s nejlidnatějšímí částmi Olomouce Nové Sady a Povel. Náklady na první etapu trati dosáhly cca 350 mil. korun, přičemž cca 65 % nákladů pokryla dotace z fondu Česko-Švýcarské spolupráce. Tramvajová trať částečně změnila ráz biokoridoru Mlýnského potoka, ale vytvořila dlouhodobě udržitelnou a ekologickou dopravní trasu.